# Tegalarum (Margoyoso)
Tegalarum is een bestuurslaag in het regentschap Pati van de provincie Midden-Java, Indonesië. Tegalarum telt 2345 inwoners (volkstelling 2010).